# Josef Völk
Temple de la renommée allemand : 1988
Josef Völk (né le 3 décembre 1948 à Emmenhausen) est un joueur professionnel allemand de hockey sur glace.

## Carrière
Josef Völk commence sa carrière au EV Füssen où il joue jusqu'en 1976. Puis il passe cinq ans dans le club rival du VfL Bad Nauheim avant de revenir de 1981 à 1983 à Füssen. Il fait une dernière saison en 1983 et 1984 avec l'EC Oberstdorf en 2. Bundesliga. Il prend sa retraite à l'âge de 35 ans.
Avec l'équipe d'Allemagne, il participe aux championnats du monde 1969, 1970, 1975 dans le groupe B et dans le groupe A en 1971, 1972, 1973, 1976 et 1977. Il est également présent aux Jeux Olympiques de 1968, 1972 et 1976, où l'Allemagne remporte la médaille de bronze.

## Palmarès
- Champion d'Allemagne : 1968, 1969, 1971 et 1973.
- Médaille de bronze aux Jeux olympiques de 1976.